# Bernard Lesman

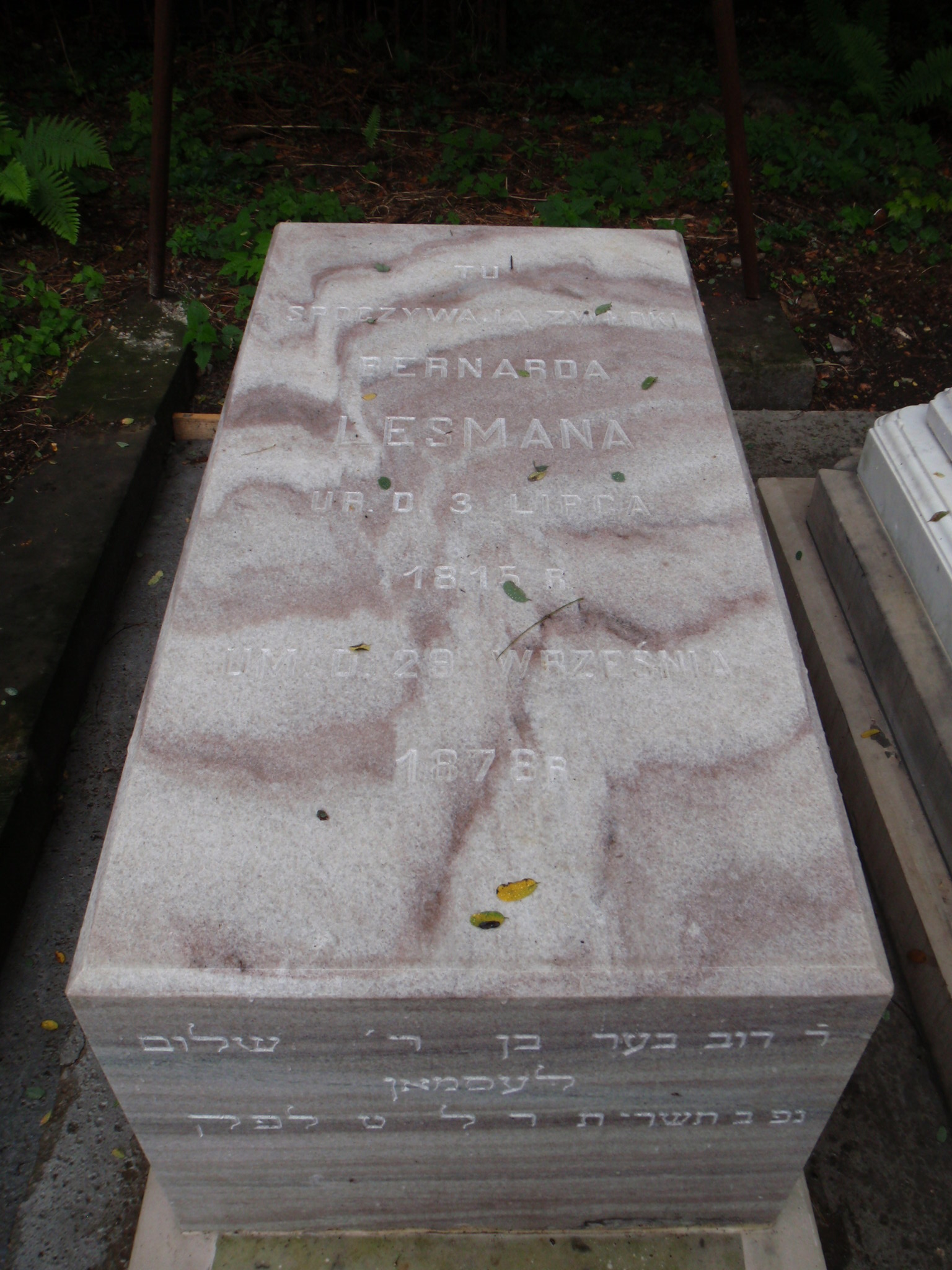
Grób Bernarda Lesmana na cmentarzu żydowskim przy ulicy Okopowej w Warszawie po renowacji w lecie 2010

Bernard Lesman (ur. 3 lipca 1815, zm. 28 września 1878 w Warszawie) – polsko-żydowski księgarz, wydawca i nauczyciel.

## Życiorys
Ukończył Warszawską Szkołę Rabinów. W 1838 rozpoczął pracę jako nauczyciel matematyki w tej szkole. Prawdopodobnie w 1844 nabył księgarnię znajdującą się przy ulicy Nowiniarskiej 13 w Warszawie. W 1863 przeniósł sklep na ulicę Rymarską. W 1873 zawiązał ze Stanisławem Czarnowskim i Adamem Wiślickim Spółkę Kolportacyjną. Spółka ta przestała istnieć w 1880, a zajmowała się dystrybucją książek, nut, map, rycin i czasopism. 
Wydawał podręczniki do nauki języka francuskiego, a także Nową gramatykę języka niemieckiego z zadaniami do tłumaczenia na polskie własnego autorstwa. Wydał również Przygody Telemaka autorstwa François Fénelona.
Jego żoną była córka Antoniego Eisenbauma. Miał z nią pięcioro dzieci, a między nimi Antoniego (księgarza), Józefa (1847–1912, księgarza, ojca Bolesława Leśmiana), Aleksandra Stanisława (urzędnika kolejowego, ojca Jana Brzechwy).
Zmarł w Warszawie. Jest pochowany na cmentarzu żydowskim przy ulicy Okopowej w Warszawie (kwatera 26, rząd 11).